# Du bist dran
Du bist dran ist ein deutscher Fernsehfilm von Sylke Enders aus dem Jahr 2013.

## Handlung
Ehemann Peter erträgt seine unbefriedigende Rolle als minderwertigkeitsbeladener arbeitsloser Möbelrestaurator und Vater zweier Kinder nur, indem er sich fatalistisch in jedem zweiten Satz zu zynischen und selbstironischen Kommentaren hinreißen lässt. Gleichgültig welche Lebenssituation eintritt – ob im Umgang mit seinem Vater, dessen Frau eben verstarb, was dieser in Gesellschaft von Inge, einer ehemaligen Angestellten und deutlich jüngeren Frau verarbeiten will, oder in der gemeinsamen Alltagsgestaltung mit Ehefrau Elisabeth, die in der Entwicklungshilfe arbeitet und recht emanzipiert ihre Vorzüge herausstellt – stets zeichnen Frust, Ungeschick und Morbidität sein weiteres Vorgehen. Eine von Elisabeth und ihrem Chef geplante zweijährige Reise nach Nairobi stürzt beide junge Eltern in eine tiefe Beziehungskrise. 

## Produktionsnotizen
Der im Auftrag des WDR hergestellte Film hatte am 29. Juni 2013 Premiere beim Filmfest München. Die TV-Erstaufführung war am 28. August 2013 zur Hauptsendezeit im Ersten.

## Kritiken
Für den film-dienst war Du bist dran ein „glaubwürdiges (Fernseh-)Beziehungsdrama, das relevante familiäre Behauptungskämpfe unter umgekehrte Vorzeichen entwickelt. Dank der beiden vorzüglichen Hauptdarsteller entwickelt der Film aus seinen präzisen Alltagsbeobachtungen eine spröde, dabei stets empfindsame und aufrichtige Erzählung.“
Die TV Spielfilm vergab die bestmögliche Wertung (Daumen nach oben) und zog als Fazit: „Gelebter Rollentausch – punktgenau porträtiert“.